# Нижнее Бишево
Ни́жнее Би́шево (тат. Түбән Биш) — село в Заинском районе Республики Татарстан, административный центр Нижнебишевского сельского поселения.

## География
Село находится на реке Иныш, в 35 км к северо-востоку от районного центра, города Заинска.

## История
В «Списке населенных мест по сведениям 1870 года», изданном в 1877 году, населённый пункт упомянут как деревня Нижняя Бишева 4-го стана Мензелинского уезда Уфимской губернии. Располагалась при речке Бикирбайке, на коммерческом тракте из Бирска в Мамадыш, в 60 верстах от уездного города Мензелинска и в 38 верстах от становой квартиры в селе Бережные Челны. В деревне, в 82 дворах жили 489 человек (232 мужчины и 257 женщин, татары), были 2 водяные мельницы, базары по четвергам. Жители занимались земледелием, скотоводством, пчеловодством, деланием саней и дровней.

## Население
Динамика
По данным переписей, население села увеличивалось с 460 человек в 1859 году до 987 человек в 1920 году. В последующие годы численность населения села уменьшалась и в 2017 году составила 321 человек.
Национальный состав
По данным переписей населения, в селе проживают татары, в том числе татары-кряшены – 24%.

## Экономика
Полеводство, скотоводство.

## Социальные объекты
Средняя школа, детский сад, дом культуры, фельдшерско-акушерский пункт.

## Религиозные объекты
Мечеть (с 1999 года), православная молельня (с 2018 года).